# ناحیه جبار رسولف
ناحیه جبار رسولف (به تاجیکی: Ноҳияи Ҷаббор Расулов) یکی از ناحیه‌های اداری ولایت سغد در تاجیکستان است و در شمال جمهوری تاجیکستان جای دارد. مرکز این ناحیه، جماعت پرولتارسک است که در ۲۰ کیلومتری جنوب غرب خجند قرار دارد. از این شهر تا شهر دوشنبه ۲۹۷ کیلومتر راه‌است.

## تقسیمات
| جماعت‌های ناحیهٔ اسپیتمن |       |
| جماعت                  | جمعیت |
| گلخانه (جماعت)         | ۱۸۵۱۰ |
| گلک‌انداز               | ۳۱۶۰۴ |
| ازبک‌قشلاق              | ۱۲۵۷۷ |
| ینگی‌حیات               | ۱۰۷۹۵ |
| شهرک پرولتارسک         | ۱۲۶۲۷ |